# Challenger de Varsovia
El BNP Paribas Polish Cup es un torneo profesional de tenis. Pertenece al ATP Challenger Series. Se juega desde el año 2021 sobre pistas de tierra batida, en Varsovia, Polonia.

## Palmarés

### Individuales
| Año  | Campeón              | Finalista       | Resultado |
| ---- | -------------------- | --------------- | --------- |
| 2021 | Camilo Ugo Carabelli | Nino Serdarušić | 6–4, 6–2  |

### Dobles
| Año  | Campeones                                   | Finalistas                          | Resultado |
| ---- | ------------------------------------------- | ----------------------------------- | --------- |
| 2021 | Hans Hach Verdugo Miguel Ángel Reyes-Varela | Vladyslav Manafov Piotr Matuszewski | 6–4, 6–4  |